# 搜索犬專隊
搜索犬專隊（英文：Search Dog Team，縮寫：SDT）於2011年1月成立，隸屬於香港消防處特種救援隊坍塌搜救專隊，負責在結構倒塌、山泥傾瀉等大型事故中，搜索被困於瓦礫下的生還者及協助確定現場有否傷者被埋。

## 組織
搜索犬專隊的領犬員從坍塌搜救專隊中挑選組成，現有兩名領犬員和兩隻坍塌搜索犬。

## 歷史
於2010年，消防處耗資22萬港元，從中國地震局引入兩頭拉布拉多坍塌搜救犬，以提高救援效率，同時派出兩名人員到北京受訓，並於2011年年初成立搜索犬專隊。

## 遴選訓練
領犬員及坍塌搜救犬曾經於北京國家搜救訓練基地接受為期3個月的訓練，專隊訓練場地為位於上水的坍塌搜救專隊訓練場。

## 相關參見
- 坍塌搜救專隊

## 外部連結
- 坍塌搜索犬 （页面存档备份，存于）
- 專隊訓練場提升坍塌搜救效率 (15.9.2011) （页面存档备份，存于）